# 真鍋氏
真鍋氏（まなべし）は、日本の姓氏のひとつ。平安時代には笠岡諸島の真鍋島を本拠地とした土豪(真鍋水軍)として『平家物語』に真鍋氏（真名辺氏）の名の記述がある。源平合戦では平家方について戦ったと伝わっている。戦国時代の著名な人物には真鍋貞友や真鍋貞成などがいる。